# Gabriel Compayré
Jules-Gabriel Compayré, né à Albi (Tarn) le 2 janvier 1843 et mort à Paris le 23 mars 1913, est un philosophe, un théoricien de la pédagogie et homme politique français.

## Biographie
Professeur de philosophie à la Faculté des Lettres de Toulouse, puis professeur de pédagogie à l'école normale supérieure de Fontenay-Saint-Cloud, il publie de nombreux ouvrages dans le domaine. Il est spécialiste du darwinisme, de la psychologie de l'enfant et de l'histoire de l'éducation.
Député (Républicain modéré) du Tarn entre 1881 et 1889, il est élu membre de l'Académie des sciences morales et politiques en 1907.
L’Académie française lui décerne le prix d'éloquence en 1868, le prix Montyon en 1874 et 1879 et le prix Marcelin Guérin en 1894.
Il est de la famille d'Étienne Compayré, également député.

## Ouvrages
- Philosophie de David Hume, 1873 (thèse de doctorat)
- Histoire critique des doctrines de l'éducation en France depuis le seizième siècle, 1879
- Éléments d'éducation civique et morale, 1880 (mis à l'Index)
- Histoire de la pédagogie, 1886
- Cours de morale théorique et pratique, 1887
- Notions élémentaires de psychologie, 1887
- L'Instruction civique, cours complet, suivi de notions d'économie politique à l'usage des écoles normales primaires et des écoles primaires supérieures, 1888
- Organisation pédagogique et législation des écoles primaires (pédagogie pratique et administration scolaire), 1890
- Psychologie appliquée à l'éducation, 1890
- Études sur l'enseignement et sur l'éducation, 1891
- L'Évolution intellectuelle et morale de l'enfant, 1893, prix Marcelin Guérin de l’Académie française en 1894
- Yvan Gall, le pupille de la marine, livre de lecture courante (degrés moyen et supérieur, classes primaires des lycées et collèges), 1894
- L'Enseignement secondaire aux États-Unis, 1896
- Herbert Spencer et l'éducation scientifique, 1901
- J.-J. Rousseau et l'éducation de la nature, 1901
- Les Grands Éducateurs. Jean Macé et l'instruction obligatoire, 1902
- Les Grands Éducateurs. Pestalozzi et l'éducation élémentaire, 1902
- Les Grands Éducateurs. Félix Pécaut et l'éducation de la conscience, 1904
- Les Grands Éducateurs. Herbart et l'éducation par l'instruction, 1904
- Les Grands Éducateurs. Charles Démia et les origines de l'enseignement primaire, 1905
- Les Grands Éducateurs. Montaigne et l'éducation du jugement, 1905
- Les Grands Éducateurs. Le P. Girard et l'éducation par la langue maternelle, 1907
- Les Grands Éducateurs. Horace Mann et l'école publique aux États-Unis, 1907
- L'Éducation intellectuelle et morale, 1908
- Jules Gaufrès, sa vie et son œuvre, 1909
- Fénelon et l'éducation attrayante, 1911
- Froebel et les jardins d'enfants, 1912

## Sources
- « Gabriel Compayré », dans Adolphe Robert et Gaston Cougny, Dictionnaire des parlementaires français, Edgar Bourloton, 1889-1891 [détail de l’édition]